# Gummastorpasjön
Gummastorpasjön är en sjö i Kristianstads kommun och Östra Göinge kommun i Skåne och ingår i Helge ås huvudavrinningsområde. Sjön har en area på 0,883 kvadratkilometer och ligger 9,9 meter över havet. Sjön avvattnas av vattendraget Helge å. Vid provfiske har en stor mängd fiskarter fångats, bland annat abborre, björkna, braxen och faren.

## Delavrinningsområde
Gummastorpasjön ingår i det delavrinningsområde (622143-139597) som SMHI kallar för Vid mätstation Torsebro Krv. Medelhöjden är 22 meter över havet och ytan är 16,55 kvadratkilometer. Räknas de 136 avrinningsområdena uppströms in blir den ackumulerade arean 3 660,71 kvadratkilometer. Avrinningsområdets utflöde Helge å mynnar i havet. Avrinningsområdet består mestadels av skog (33 procent), öppen mark (11 procent) och jordbruk (49 procent). Avrinningsområdet har 0,86 kvadratkilometer vattenytor vilket ger det en sjöprocent på 5,2 procent. Bebyggelsen i området täcker en yta av 0,11 kvadratkilometer eller 1 procent av avrinningsområdet.

## Fisk
Vid provfiske har följande fisk fångats i sjön:
- Abborre
- Björkna
- Braxen
- Faren
- Gärs
- Gädda
- Löja
- Mört
- Ruda
- Sarv
- Sutare